# ایگوآنای دم‌خاری کامپچه
ایگوآنای دم‌خاری کامپچه (نام علمی: Ctenosaura alfredschmidti) نام یک گونه از تیره ایگوآنایان است.